# 241
241 је била проста година.

## Догађаји
- Цар Гордијан III стиже до Антиохије и са својом војском припрема офанзиву против Сасанида.
- Гај Фурије Сабиније Акила Тимеситеј постаје преторијански префект и де факто владар Римског царства.
- Принц Шапур I наслеђује свог оца Ардашира I као владар Сасанидског царства. Почиње своју експанзију у Индији.
- Шапур I анектира делове Кушанског царства. Древни град Баграм (данашњи Авганистан) је напуштен.
- Пад Хатре: Шапур I заузима Хатру, престоницу Краљевства Хатра. Град уништавају Сасаниди.